# Gare de Villefranche-sur-Mer
Pour les articles homonymes, voir Gare de Villefranche.
La gare de Villefranche-sur-Mer est une gare ferroviaire française de la ligne de Marseille-Saint-Charles à Vintimille (frontière), située sur le territoire de la commune de Villefranche-sur-Mer, dans le département des Alpes-Maritimes en région Provence-Alpes-Côte d'Azur.
C'est une gare de la Société nationale des chemins de fer français (SNCF), desservie par des trains TER Provence-Alpes-Côte d'Azur.

## Situation ferroviaire
Établie à 13 m d'altitude, la gare de Villefranche-sur-Mer est située au point kilométrique (PK) 228,726 de la ligne de Marseille-Saint-Charles à Vintimille (frontière), entre les gares de Nice-Riquier et de Beaulieu-sur-Mer.

## Fréquentation
De 2015 à 2023, selon les estimations de la SNCF, la fréquentation annuelle de la gare s'élève aux nombres indiqués dans le tableau ci-dessous.
| Année                     | 2015    | 2016    | 2017    | 2018    | 2019    | 2020    | 2021    | 2022    | 2023    |
| ------------------------- | ------- | ------- | ------- | ------- | ------- | ------- | ------- | ------- | ------- |
| Voyageurs                 | 407 823 | 401 753 | 517 403 | 411 448 | 537 737 | 242 292 | 291 617 | 503 934 | 654 801 |
| Voyageurs + non voyageurs | 509 779 | 502 192 | 646 754 | 514 310 | 672 171 | 302 865 | 364 521 | 629 918 | 818 501 |

## Service des voyageurs

### Accueil
Gare SNCF, elle dispose d'un bâtiment voyageurs, avec guichet, ouvert uniquement le mardi, fermé les autres jours.
Il y a deux quais, un pour la direction Marseille, l'autre pour la direction Vintimille.

### Desserte
Villefranche-sur-Mer est desservie par des trains TER PACA qui effectuent des missions entre les gares des Arcs - Draguignan et de Vintimille.

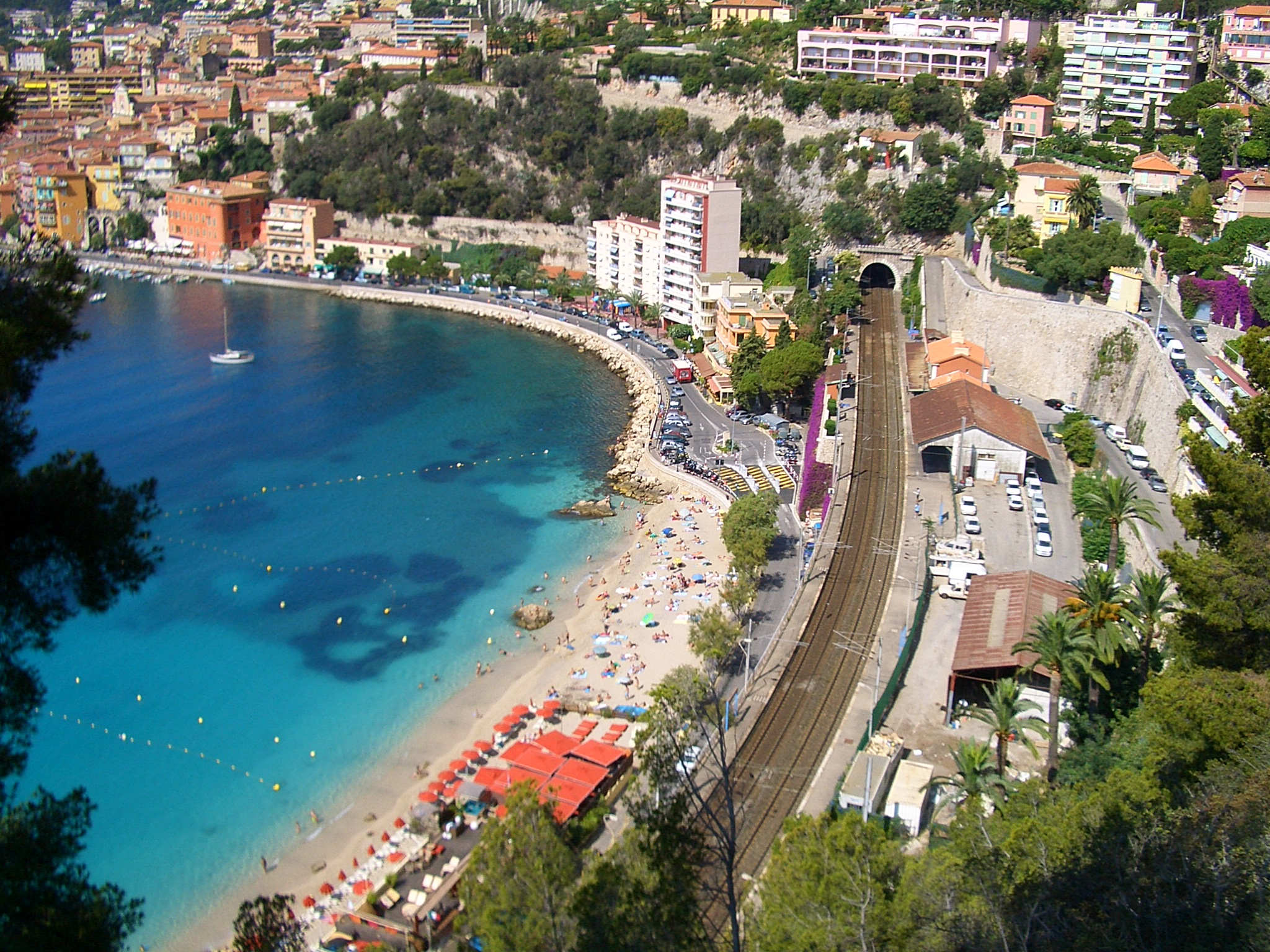
Vue depuis les hauteurs.
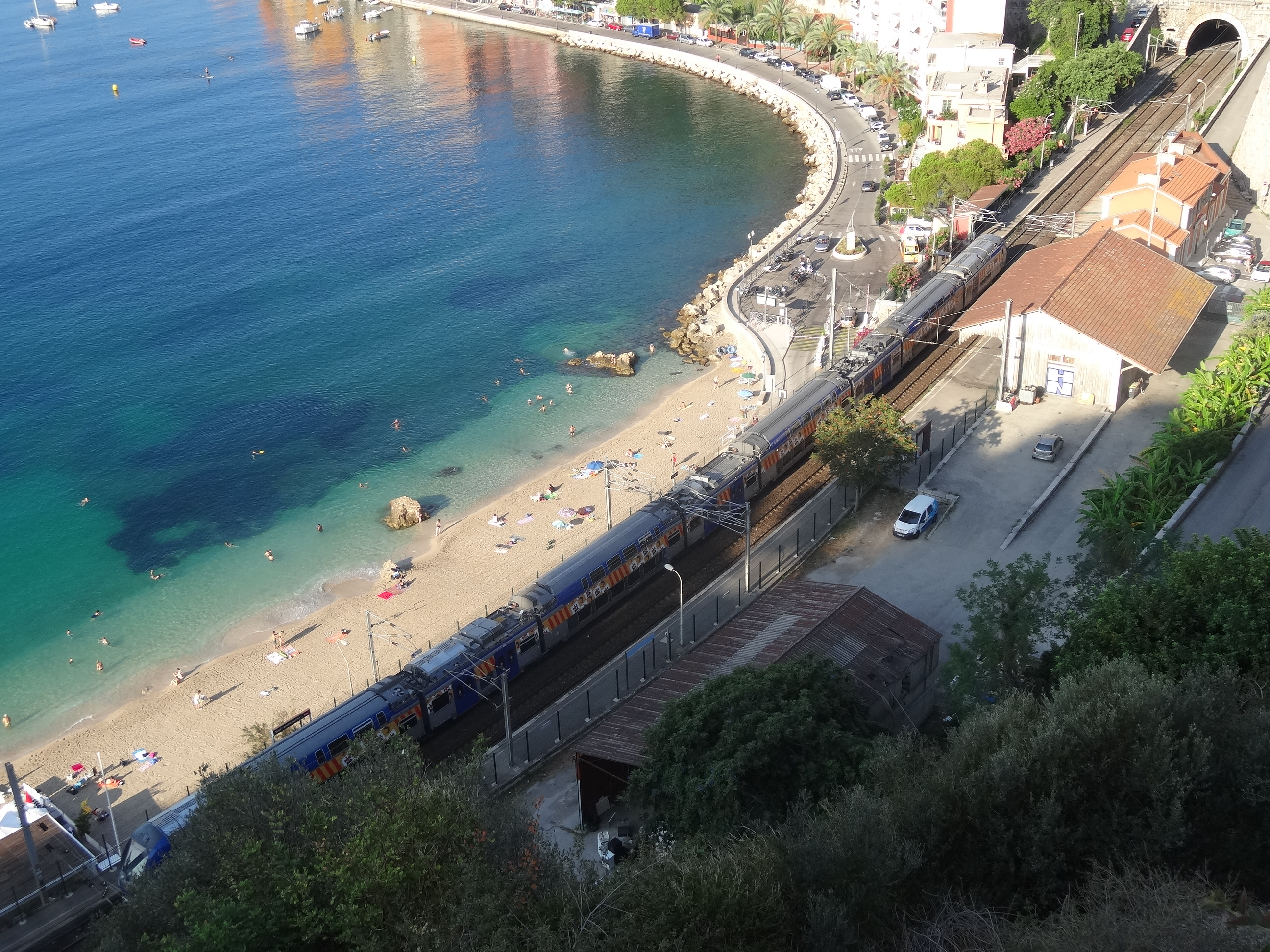
Train et halle à marchandises.
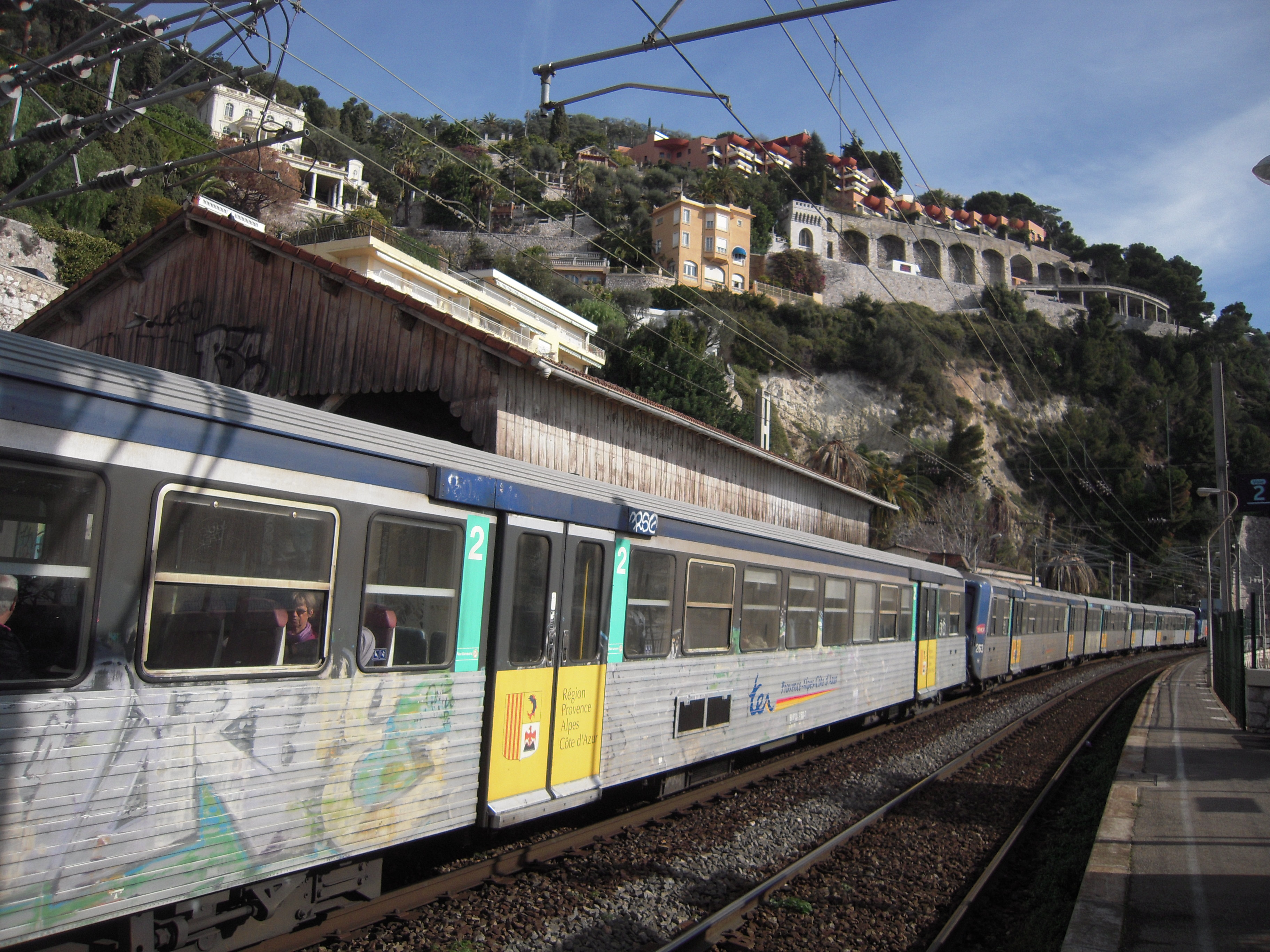
Train à l'arrêt.